# Szuharfélék
A szuharfélék (Cistaceae) a mályvavirágúak (Malvales) rendjébe tartozó növénycsalád. Fő elterjedési területük Észak-Amerika keleti és középső része, valamint Európa, Észak-Afrika és a Közel-Kelet. Európában a Földközi-tenger száraz vidékein a kemény lombú cserjések (macchia) növénytársulásaiban jelentős. Általában napos, száraz élőhelyeken előforduló, sivárabb, köves talajokat is elviselő lágyszárúak, vagy cserjék.

## Rendszerezésük

### APG-rendszer
Az APG 8 nemzetség 175 faját sorolja a családba. A nagyobb nemzetségek (zárójelben a fajszám):
Helianthemum (80-110) – Halimium (24) – Cistus (18)

### Egyéb rendszerek
Soó, Cronquist és Borhidi a Violales rendbe helyezik a családot. A Violales rendre a parietális-marginális placentáció jellemző, vagyis a magkezdemények az általában három termőlevélből összenőtt, egy- vagy többüregű magház falán helyezkednek el.
Tahtadzsján rendszerében a család az APG által a Malvales rendbe helyezett Bixaceae és Cochlospermaceae családokkal együtt a Cistales rendet alkotja.
Dahlgren Az APG-hez hasonlóan a Malvales rendbe sorolja a Cistaceae családot, az APG osztályozással majdnem teljesen megegyező nemzetségekkel.

## Származásuk, elterjedésük
Fajaik zömmel az északi félteke meleg mérsékelt égövében, főleg a Mediterráneum vidékén élnek.

## Megjelenésük, felépítésük
A legtöbb faj cserje vagy félcserje, de van néhány lágyszárú is.
Egyszerű, tagolatlan, gyakran pálhás leveleik többnyire átellenesen állnak, néha szórtak. A szélük gyakran fogas. Gyakran nőnek rajtuk illóolajakat tartalmazó mirigyek vagy mirigyszőrök.
Nagy, színes, aktinomorf virágaik öt- vagy három tagúak. A szirmok olykor összenőttek, szemben állnak a csészelevelekkel, amelyek közül kettő gyakran kisebb, mint a többi három. A porzók száma legalább 3, de többnyire sok.
A felső állású magház 3 vagy 5-10 termőlevélből nőtt össze. A porzók gyakran érzékenyek, érintésre mozgással reagálnak, a rovarokat pollennel hintik be.

## Életmódjuk, termőhelyük
A száraz, napos helyeket kedvelik.